# Gore Verbinski
Gregor Verbinski (født 16. marts 1964, i Oak Ridge, Tennessee, USA) er en amerikansk filminstruktør. Han har blandt andet instrueret film som The Ring og The Mexican og slog for alvor sit navn fast i Hollywood, efter at han havde instrueret Pirates of the Caribbean: The Curse of the Black Pearl.
Han er blevet kaldt en af USAs mest opfindsomme filminstruktører.
Den første (kort)film Gore instruerede, havde han selv skrevet manuskriptet til.
Han instruerede også den anden Pirates of the Caribbean-film (Pirates of the Caribbean: Dead Man's Chest). Filmen tjente $135.600.000 i den første weekend efter den havde premiere, og det var i USA alene. Det er det højeste beløb en film nogensinde har tjent på en weekend!
Gore er 1.85 meter høj.
Selv om han kun har instrueret syv film, har han allerede arbejdet sammen med: Brad Pitt, Julia Roberts, Naomi Watts, Johnny Depp, Orlando Bloom, Keira Knightley, Nicolas Cage, Michael Caine, Stellan Skarsgård, Geoffrey Rush og Keith Richards fra Rolling Stones!

## Filmografi
- The Ritual (1996) – Kortfilm!
- Mousehunt (1997)
- The Mexican (2001)
- The Ring´ (2002)
- Pirates of the Caribbean: The Curse of the Black Pearl (2003)
- The Weather Man (2005)
- Pirates of the Caribbean: Dead Man's Chest (2006)
- Pirates of the Caribbean: At Worlds End (2007)